# Live at Newport
Live at Newport – pierwszy koncertowy, a piąty w ogóle album amerykańskiego pianisty jazzowego McCoya Tynera, wydany po raz pierwszy w 1964 roku z numerem katalogowym A-48 nakładem Impulse! Records.

## Powstanie
Materiał na płytę został zarejestrowany 5 lipca 1963 roku podczas festiwalu jazzowego w Newport (Newport Jazz Festival). Wraz z McCoyem Tynerem (fortepian) wystąpili wówczas: Bob Cranshaw (kontrabas); Mickey Roker (perkusja); Clark Terry (trąbka); Charlie Mariano (saksofon altowy). Produkcją albumu zajął się Bob Thiele.

## Lista utworów
Opracowano na podstawie materiału źródłowego.
Wydanie LP
Strona A
| Nr | Tytuł utworu         | Muzyka          | Długość |
| -- | -------------------- | --------------- | ------- |
| 1. | „Newport Romp”       | McCoy Tyner     | 7:45    |
| 2. | „My Funny Valentine” | Richard Rodgers | 8:03    |
| 3. | „All of You”         | Cole Porter     | 6:24    |
|    |                      |                 | 22:12   |

Strona B
| Nr | Tytuł utworu   | Muzyka          | Długość |
| -- | -------------- | --------------- | ------- |
| 1. | „Monk’s Blues” | Tyner           | 7:14    |
| 2. | „Woody ‘N You” | Dizzy Gillespie | 9:00    |
|    |                |                 | 16:14   |

## Twórcy
Opracowano na podstawie materiału źródłowego.
Muzycy:
- McCoy Tyner – fortepian
- Bob Cranshaw – kontrabas
- Mickey Roker – perkusja
- Clark Terry – trąbka (A1, A2, B2)
- Charlie Mariano – saksofon altowy (A1, A2, B2)

Produkcja:
- Bob Thiele – produkcja muzyczna
- Mickey Crofford – inżynieria dźwięku
- Willis Conover – liner notes